# Port lotniczy Kortrijk-Wevelgem
Port lotniczy Kortrijk-Wevelgem – port lotniczy obsługujący miejscowości Kortrijk i Wevelgem, w Belgii. Obsługuje połączenia krajowe.